# Klaviersonate Nr. 2 (Skrjabin)

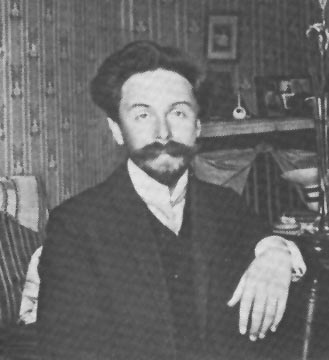
Alexander Skrjabin 1896

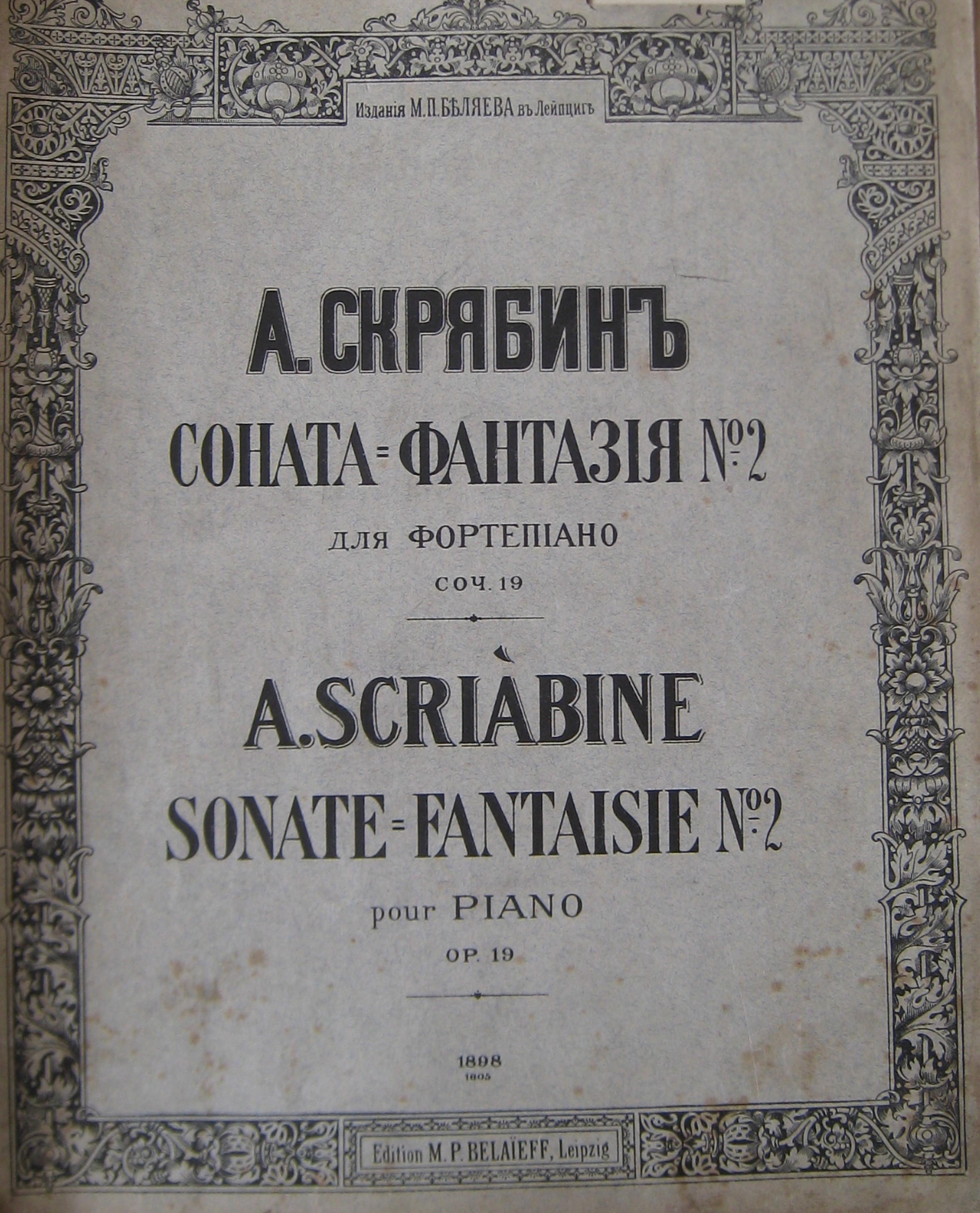
Titelblatt der russ. Erstausgabe

Die 2. Klaviersonate gis-Moll op. 19 des russischen Komponisten und Pianisten Alexander Skrjabin (1872–1915) mit dem Titel „Sonate-Fantaisie“ wurde 1897 beendet und ist zweisätzig.

## Entstehung
Alexander Skrjabins 2. Klaviersonate gis-Moll op. 19 wurde vermutlich 1892 begonnen, aber erst 1897 während eines Aufenthalts auf der Krim und im Herbst desselben Jahres in Paris beendet. Die Reinschrift erstellte die Pianistin Wera Iwanowna Issakowitsch, seit Sommer 1897 Skrjabins Ehefrau. Von Wien aus wurde sie an Mitrofan Beljajew gesandt, Skrjabins Mäzen und Verleger, der sie umgehend für den Druck vorbereiten ließ.

## Musik
Die Sonate mit einer Spieldauer von etwa 11 bis 12 Minuten hat zwei Sätze:
- I. Andante
- II. Presto

Das Werk ist mit „Sonate-Fantaisie“ überschrieben und teilt mit einer ebenso bezeichneten unnummerierten Jugendsonate Skrjabins von 1886 ferner sowohl Tonart als auch Zweisätzigkeit. Die Zweisätzigkeit weist außerdem zurück auf zweisätzige Sonaten Beethovens (opp. 78, 90, 111). Anders als bei Beethoven haben in beiden Sätzen der Sonate Skrjabins jedoch Exposition und Reprise größeren Umfang und Gewicht als die Durchführung.

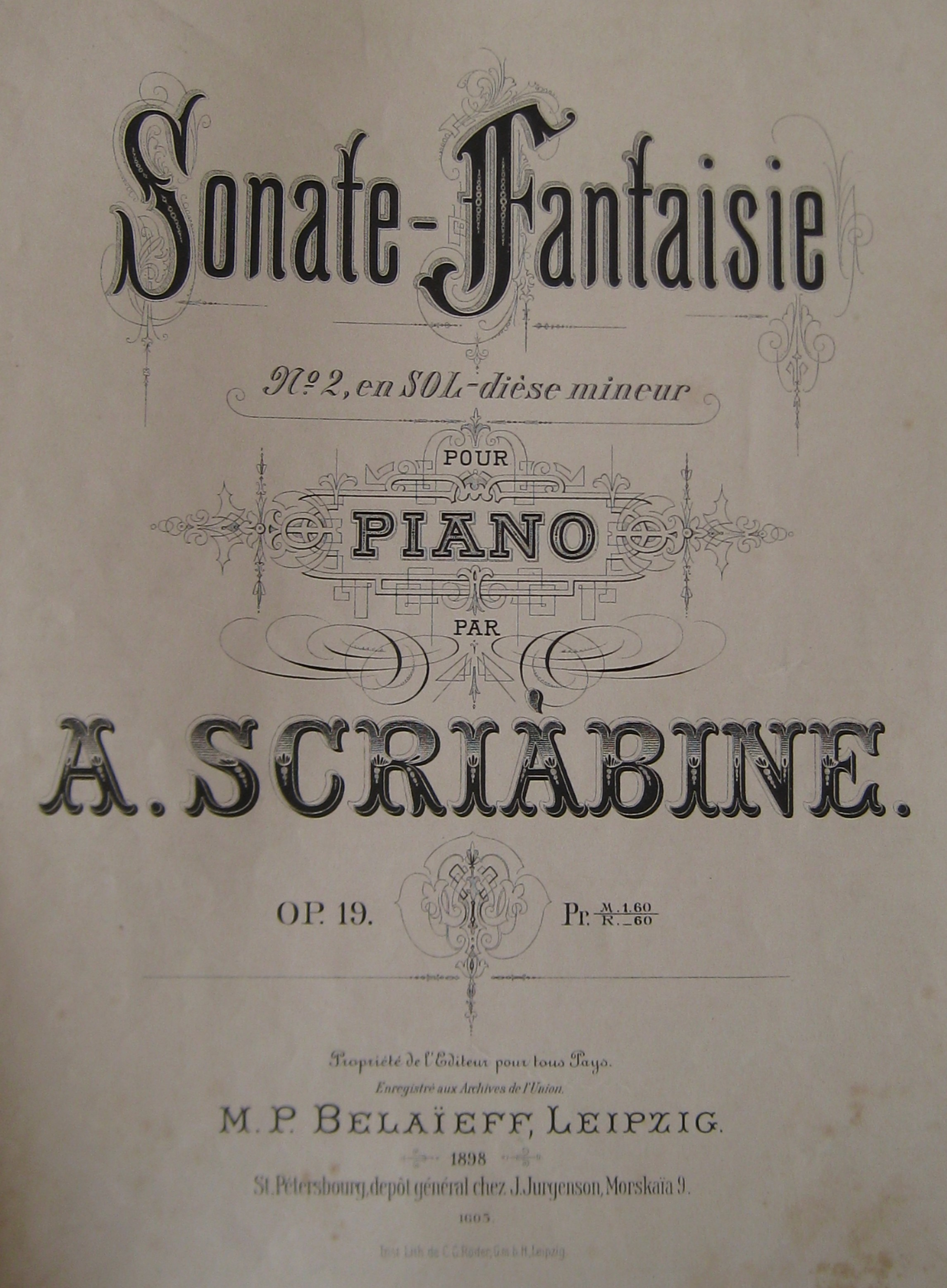
Titelblatt der Erstausgabe

Das Hauptthema des ersten Satzes (gis-Moll) ist durch ein kurzes, mit drei klopfenden Triolenachteln endendes Motiv geprägt. Das Seitenthema steht in H-Dur. Ausgeprägt koloristisch-ornamentale Figurationen rücken Teile des Satzes in die Nähe des Impressionismus. Der zweite Satz ist von durchlaufenden, fließend-wellenartigen, äußerst raschen Triolen bestimmt.
Nach Skrjabins eigener Aussage ist die 2. Sonate durch Eindrücke verschiedener Meeresstimmungen inspiriert. Der erste (überwiegend in Genua entstandene) Satz evoziert demnach abendliche Ruhe und nächtlichen Mondschein an einer Meeresküste, während der zweite stürmisch bewegtes Meer widerspiegelt.